# Музей Абтайберг
Музей Абтайберг (раніше Міський музей Менхенгладбаха; нім. Museum Abteiberg, SMA) — муніципальний художній музей у місті Менхенгладбах (земля Північний Рейн-Вестфалія), розташований неподалік місцевого собору і з'явився близько 1904 року; розташовується в будівлі, побудованій в 1982 році за проєктом віденського архітектора Ганса Голляйна; музей спеціалізується на образотворчому мистецтві XX і XXI століть — регулярно проводить тимчасові виставки творів сучасного мистецтва.

## Історія та опис

### Колекція
У 1887 році міська влада Менхенгладбаха почала збирати експонати для міської історичної колекції; в 1901 році почалася каталогізація наявних предметів і систематична покупка нових — перші виставки яких пройшли в міській ратуші. Об'єднання «Museumsverein», засноване в 1902 році, виступило за подальше розширення музейної діяльності в місті. Станом на 1903 рік колекція вже охоплювала три області: декоративно-ужиткове мистецтво, історію міста та природничі науки. Завдяки великим придбанням колекція була значно розширена в наступні роки: так в 1906 році текстильна колекція, що належала «Hr. Voos»'у і становила близько 4000 зразків, була придбана містом, а в 1907 році до неї додалася колекція Крамера, «Sammlung Kramer», що включала середньовічні дерев'яні скульптури, обладунки, окуляри, зброю і глеки.
1922 року відбулася ключова подія для майбутнього музею: історик мистецтва Вальтер Кесбах (Walter Kaesbach, 1879—1961) подарував рідному місту свої численні твори мистецтва, переважно експресіонізму — за умови «відповідної презентації». Ця колекція складалася з 97 картин, акварелей та малюнків — і включала роботи Ліонеля Фейнінгера, Еріха Геккеля, Генріха Науена, Еміля Нольде та Крістіана Рольфса. У тому ж році було засновано художню спілку «Kunstverein des Dr.-Walter Kaesbach-Stiftung», а саме зібрання, за відсутності кращого, тимчасово експонувалося в художньому музеї Крефельда. Лише в 1928 році колекцію стало можливо виставити в Менхенгладбаху — в недавно відкритому музеї «Karl-Brandts-Haus» (1944 року будинок став жертвою бомбардувань Менхенгладбаха).
За цей час колекція була розширена і тепер включала роботи Генріха Кампендонка, Ернста Людвіга Кірхнера, Вільгельма Лембрука, Августа Макке, Вільгельма Моргнера, Отто Мюллера, Макса Пехштейна і Карла Шмідт-Ротлуфа. В одному будинку з художнім зібранням у ті роки розміщувалася колекція з природознавства та колекція з доісторичного періоду; інші твори образотворчого мистецтва та роботи декоративно-ужиткового мистецтва були виставлені в будівлі Oskar-Kühlen-Haus — неоготичному будинку, побудованому за проєктом архітектора Роберта Нойгауза у 1896 році.
В 1934 році колекції з обох музеїв були об'єднані в будівлі «Karl-Brandts-Haus», яка тепер стала називатися «Haus der Kunst» (будинок мистецтва). Але вже в 1937 році більша частина фонду Кесбаха була конфіскована націонал-соціалістами — у рамках кампанії проти того, що вони називали «дегенеративним мистецтвом». У колекції залишилося лише сім робіт; наприкінці Другої світової війни, в 1944 році, частина колекції була евакуйована в замок Альме.
Генріх Даттенберг, який став новим директором музею у 1945 році, спробував відтворити колекцію: він також спробував викупити конфісковані картини експресіоністів або замінити їх на еквівалентні роботи. В 1956 році йому вдалося купити картину Олексія фон Явленського «Dame mit blauem Hut». Кесбах також виявився готовим ще раз пожертвувати музею свою нову колекцію. Малі фінансові можливості галереї, поряд зі зростанням цін на роботи художників-експресіоністів у 1950-х та 1960-х роках, зрештою призвели до зміщення акценту у зібранні — на сучасне мистецтво.
Куратор Йоханнес Кладдерс — наступник Даттенберга з 1967 року — послідовно продовжив цю стратегію і в 1970 році колекція «Sammlung Etzold» опинилася в Менхенгладбасі, у довгостроковій оренді. З відкриттям нової музейної будівлі фонди продовжили поповнюватися, хоча частина робіт і була передана до інших музеїв Німеччини. Нові покупки стали можливі завдяки грошовим коштам від компанії Westdeutscher Rundfunk, землі Північний Рейн-Вестфалія, банку Stadtsparkasse Mönchengladbach і союзу Museumsverein. У 2018 році колекція музею була розширена роботами течії Флуксус.

### Будівля
У 1904 році колекції міста Менхенгладбах вперше переїхали у власну окрему будівлю — до колишньої протестантської початкової школи, яка служила музеєм до 1925 року; пізніше сама будівля була знесена. У 1911 і 1912 роках у місті планувалося звести нову будівлю для музею: у 1913 році було навіть зібрано 20000 марок, але відкриття, призначене на 1916 рік, не відбулося у зв'язку з початком Першої світової війни. Новий проєкт, створений 1922 року, також зазнав невдачі — зібрані кошти (1 000 000 марок) було втрачено через гіперінфляцію 1923 року.
Лише четверта спроба збудувати будівлю вдалася: у 1972 році міський комітет з культури затвердив програму розвитку, а австрійський архітектор Ганс Голляйн створив проєкт будівлі, яка була урочисто відкрита 23 червня 1982 року.

## Нагороди
- 2016: «Музей року» — Німецьке відділення, Міжнародна асоціація мистецтвознавців (AICA): як «всесвітньо визнана віха у розвитку музейної архітектури постмодернізму»[5].